# Eckart Reinmuth
Eckart Reinmuth (* 27. Mai 1951 in Rostock) ist ein deutscher Neutestamentler.

## Leben
Reinmuth studierte von 1969 bis 1974 evangelische Theologie an der Ernst-Moritz-Arndt-Universität Greifswald. Von 1974 bis 1981 arbeitete er als wissenschaftlicher Assistent von Traugott Holtz an der Sektion Theologie der Martin-Luther-Universität Halle-Wittenberg. Von 1981 bis 1986 war er als Gemeindepastor tätig. Es folgte eine Lehrtätigkeit am Katechetischen Oberseminar Naumburg (seit 1990 Kirchliche Hochschule, 1993 aufgelöst). 1993 habilitierte Reinmuth sich an der Theologischen Fakultät der Friedrich-Schiller-Universität Jena. Im selben Jahr erhielt er einen Lehrauftrag am Institut für Evangelische Theologie der Pädagogischen Hochschule Erfurt-Mühlhausen. Von 1995 bis 2017 lehrt er als Professor für Neues Testament an der Theologischen Fakultät der Universität Rostock.
Reinmuths Schwerpunkte liegen im Bereich der Paulus-Exegese. Er promovierte 1981 zur Paulus-Paränese (Mahnrede) und verfasste einen Kommentar zu den Thessalonicherbriefen in der Göttinger Reihe Neues Testament Deutsch sowie einen Kommentar zum Philemonbrief im Leipziger Theologischen Handkommentar zum Neuen Testament.
Mit der Vorlesung „Sola scriptura. Eine neutestamentliche Anmerkung“ in der Universitätskirche Rostock verabschiedete sich Eckart Reinmuth am 20. Januar 2017 in den Ruhestand.

## Veröffentlichungen
- Geist und Gesetz. Studien zu Voraussetzungen und Inhalt der paulinischen Paränese (= ThA 44), Berlin 1985
- Pseudo-Philo und Lukas. Studien zum Liber Antiquitatum Biblicarum und seiner Bedeutung für die Interpretation des lukanischen Doppelwerks (= WUNT 74), Tübingen 1994
- Der erste Brief an die Thessalonicher. Der zweite Brief an die Thessalonicher (= NTD 8/2), Göttingen 1998, 103–202
- Hermeneutik des Neuen Testaments. Eine Einführung in die Lektüre des Neuen Testaments (= UTB 2310), Göttingen 2002
- Neutestamentliche Historik – Probleme und Perspektiven (= ThLZ.F 8), Leipzig 2003
- Paulus. Gott neu denken (= BG 9), Leipzig 2004
- Der Brief des Paulus an Philemon (= ThHK 11/II), Leipzig 2006
- Anthropologie im Neuen Testament (= UTB 2768), Tübingen 2006
- Neues Testament, Theologie und Gesellschaft. Hermeneutische und diskurstheoretische Reflexionen, Stuttgart 2012